# Лаха (Підляське воєводство)
Лаха (пол. Łacha) — село в Польщі, у гміні Турошль Кольненського повіту Підляського воєводства.
Населення — 501 особа (2011).
У 1975-1998 роках село належало до Ломжинського воєводства.

## Демографія
Демографічна структура станом на 31 березня 2011 року:
|          | Загалом | Допрацездатний вік | Працездатний вік | Постпрацездатний вік |
| -------- | ------- | ------------------ | ---------------- | -------------------- |
| Чоловіки | 290     | 75                 | 181              | 34                   |
| Жінки    | 211     | 45                 | 109              | 57                   |
| Разом    | 501     | 120                | 290              | 91                   |